# BASCOM (Microsoft)
BASCOM ist eine Implementierung der Programmiersprache BASIC von Microsoft als Compiler, 
auf Basis der Interpreterversion MBASIC.

## Historie
BASCOM wurde 1981 von Microsoft für Computer mit dem Betriebssystem CP/M entwickelt. Außerdem gab es eine funktionsgleiche Version von IBM für den IBM-PC, ebenfalls von Microsoft stammend. Auf Basis von BASCOM wurden in den 1980er Jahren QuickBASIC sowie weitere BASIC-Versionen für MS-DOS, Mac OS und OS/2 entwickelt.

## Kompatibilität
Der Sprachumfang von BASCOM basierte auf MBASIC. Die meisten Befehle funktionierten auch identisch. Daher war es meist möglich, Programme unter MBASIC zu entwickeln und zu testen und dann mit BASCOM in ausführbare Programme zu kompilieren. Lediglich einige Befehle waren abweichend. Betroffen waren insbesondere Datenübergabe und Befehle (COMMON, CHAIN) zum Aufruf von Overlays.
BASCOM erzeugte einen Zwischencode (Objektcode), aus dem mit dem Microsoft-Linker das ausführbare Programm erstellt wurde. Auf diese Weise war es möglich, Programmteile in einer anderen Programmiersprache, beispielsweise maschinennahe Befehle in Assembler, zu schreiben und im Link-Vorgang in das fertige BASIC-Programm einzubinden.

## Laufzeitsystem
BASCOM erzeugte keine komplett selbständig ausführbaren Programme. Zum Ablauf der fertigen Programme war zusätzlich das Laufzeitsystem BRUN (BASIC runtime system) erforderlich, das im Compiler-Umfang enthalten war.